# 切羅聖安東尼奧
切羅聖安東尼奧是哥倫比亞的城鎮，位於該國北部，由馬格達萊納省負責管轄，距離首府聖瑪爾塔210公里，始建於1750年6月13日，面積247平方公里，海拔高度9米，2005年人口8,058。

## 外部連結
- （西班牙文） Cerro San Antonio official website

10°20′N 74°52′W / 10.333°N 74.867°W